# Dieter Fromm
Dieter Fromm (ur. 21 kwietnia 1948 w Bad Langensalza) – był wschodnioniemieckim lekkoatletą specjalizującym się w biegu na 800 metrów. Jego halowy rekord świata utrzymywał się przez ponad 10 lat.
Jego kariera została nagle przerwana w 1976, kiedy w trakcie biegu podczas igrzysk w Montrealu inny biegacz nadepnął na niego i uszkodził jego ścięgno Achillesa.
Podczas swojej kariery sportowej występował w barwach SC Turbine Erfurt. Jego syn Aleksander poślubił sprinterkę Utę Rohländer.

## Osiągnięcia
| Rok  | Zawody                        | Miejsce rozgrywania | Rezultat   | Uwagi     |
| ---- | ----------------------------- | ------------------- | ---------- | --------- |
| 1966 | Europejskie Igrzyska Juniorów | Odessa              | 2. miejsce |           |
| 1968 | Igrzyska olimpijskie          | Meksyk              | 6. miejsce |           |
| 1969 | Europejskie Igrzyska Halowe   | Belgrad             | 1. miejsce | 1:46,6 CR |
| 1969 | Mistrzostwa Europy            | Ateny               | 1. miejsce |           |
| 1971 | Mistrzostwa Europy            | Helsinki            | 2. miejsce |           |
| 1972 | Igrzyska olimpijskie          | Monachium           | 8. miejsce |           |
| 1974 | Mistrzostwa Europy            | Rzym                | 7. miejsce |           |